# Maria Christina Andersson
Maria Christina Andersson, född Jonsson 26 januari 1819 i Norrköping, Östergötlands län, död 13 april 1882 i Helsingborgs stadsförsamling, Malmöhus län, var en svensk skådespelerska.

## Biografi
Maria Christina Andersson föddes 1819 i Norrköping. Hon var engagerad hos Deland, Oscar Andersson och hos Wilhelm Åhman och Mauritz Pousette åren 1863–1866. Andersson hade bland annat rollerna Tant Bazu eller Den högvälborna fiskköperskan, Jungfru Lena, Krögerskan i På Gröna Lund, Margaretha i Drottning Margarethas noveller och Markisinnan Pompadour i Narcisse Rameau. Hon avled 1882.
Andersson var gift med teaterdirektören Oscar Andersson. Hon var mor till Ossian Andersson.